# قرية ظبة

تعديل مصدري - تعديل

قرية ظبه هي إحدى قرى عزلة القارة بمديرية رصد التابعة لمحافظة أبين، بلغ تعداد سكانها 34 نسمة حسب تعداد اليمن لعام 2004.